# Misabel Derzi
Misabel Abreu Machado Derzi (Belo Horizonte, 11 de abril de 1946) é uma jurista brasileira, advogada tributarista, ex-procuradora-geral do Estado de Minas Gerais e do município de Belo Horizonte; e professora titular da UFMG e Faculdades Milton Campos.
Graduada em Direito pela Universidade Federal de Minas Gerais (UFMG), Misabel Derzi é especialista em Métodos e Técnicas de Ensino, e Doutora em Direito pela mesma universidade

## Carreira profissional e acadêmica
Advogada tributarista e professora titular de Direito Financeiro e Tributário, desde a década de 1970, Misabel Derzi já foi Procuradora-Geral do Estado de Minas Gerais, entre 1999 e 2001, e do município de Belo Horizonte, em 2005 e 2006.
Desde 1994, a professora atua também em seu escritório Sacha Calmon Misabel Derzi – Consultores e Advogados, especializado em Direito Tributário, que possui unidades em Belo Horizonte, Rio de Janeiro, São Paulo e Brasília.
Ao lado de seu sócio, Sacha Calmon, Misabel Derzi possui cerca de 600 pareceres ligados ao Direito Tributário interno e internacional, além de atuação junto ao Supremo Tribunal Federal (STF) e ao Superior Tribunal de Justiça (STJ).

## Instituições ligadas ao Direito
Misabel Derzi é fundadora e atual presidente da Associação Brasileira de Direito Tributário (ABRADT). Além disso, integra a Associação Brasileira de Direito Financeiro (ABDF); a International Fiscal Association (IFA), com sede em Roterdã (Holanda); e o GERFIP – Groupement Européen de Recherches en Finances Publiques, com sede em Paris.
A advogada também possui cadeiras na Academia Mineira de Letras Jurídicas, na Academia Brasileira de Direito Tributário e na Academia Internacional de Direito e Economia (AIDE).

## Livros e outras publicações
Ao longo de sua carreira,  Misabel Derzi já publicou cerca de 30 livros de sua autoria e em co-autoria, sendo os mais recentes:
- Separação de Poderes e Efetividade do Sistema Tributário. Editora Del Rey, 2010 (Organização);
- Limitações Constitucionais ao Poder de Tributar/Aliomar Baleeiro. Editora Forense, 2010 (última edição);
- Modificações da jurisprudência no Direito Tributário: proteção da confiança, boa fé objetiva e irretoratividade como limitações constitucionais no poder judicial de tributar. Editora Noeses, 2009;
- Direito Tributário, Direito penal e tipo. 2. Editora: Revista dos Tribunais, 2007.
- Direito Tributário Internacional aplicado. Editora Quartier Latin do Brasi, 2007 (co-autoria: Torres, H.T.);
- Direito Tributário Basileiro. Comentários a obra de Aliomar Baleeiro. Editora Forense, 2005 (última edição);
- Construindo o Direito Tributário na Constituição. Editora Del Rey, 2004;
- Direito Tributário Contemporâneo (co-autoria: Sacha Calmon e Theodoro Júnior). Revista dos Tribunais;
- Direito Tributário da Energia (co-autoria: Sacha Calmon). Editora Forense, 2004;
- Crimes contra a ordem tributária (co-autoria: Ives Gandra). IOB, 2002;
- Direito Tributário atual – Pareceres (co-autoria: Sacha Calmon). Editora Forense, 2002;
- Direito Tributário Interdisciplinar. Editora Forense, 1999;
- Limitações constitucionais ao poder de tributar. Editoria Forense, 1999;
- Direito Tributário aplicado – Estudos e Pareceres (co-autoria: Sacha Calmon). Editora Del Rey, 1997;

Além disso, possui diversos artigos publicados em livros e revistas especializadas de circulação no Brasil e no exterior;

## Prêmios e outras distinções
Dentre os prêmios e honrarias recebidas por Misabel Derzi, destacam-se:
- Prêmio Barão do Rio Branco (melhor aluna das turmas concludentes) – UFMG, 1969;
- Autora do ano da Academia Brasileira de Direito Tributário, 1991;
- Tributarista do ano de 1995, em eleição direta realizada pelo IOB;
- Medalha “Ordem do Mérito Legislativo”, conferida pela Assembleia Legislativa do Estado de Minas Gerais, 1999;
- Medalha Inconfidência Mineira, grau Ouro, conferida pelo Governador do Estado de Minas Gerais, 1999;
- Medalha do Mérito Educacional, grau Ouro, conferida pela Secretaria de Estado da Educação de Minas Gerias, 1999;
- Medalha Alferes Tiradentes, grau Ouro, conferida pela Polícia Militar do Estado de Minas Gerais, 2000;
- Medalha da Ordem do Mérito Judiciário do Trabalho Juiz Ari Rocha, no grau Grã-Cruz, conferida pelo Tribunal Regional do Trabalho da 3a Região, 2000;
- Medalha do Mérito Municipalista, conferido pela Associação Mineira de Municípios, 2001;
- Medalha Justiça Século XXI, conferida pela Justiça Federal, 2002;
- Medalha de honra ao mérito do Poder Judiciário do Trabalho, grau Comendadora, conferida pelo Tribunal Superior do Trabalho, 2004;
- Colar do Mérito da Corte de Contas Ministro José Maria de Alkmim, conferida pelo Tribunal de Contas de Minas Gerais, 2006;
- Prêmio Rubens Gomes de Sousa – Personalidade Tributária do Ano, da Academia Brasileira de Direito Tributário, 2006;
- Membro efetivo da Association pour la Fondation Internationale de Finances Publiques – FONDAFIP – 2008.